# Chiesa di San Bernardino (Malo, Italia)
La chiesa di San Bernardino, citata anche come chiesetta di San Bernardino, è una ex chiesa cattolica, ora adibita a sala consiliare, sita nel centro storico di Malo. L'edificio, risalente all'alto medioevo, era presumibilmente la cappella dell'antico ospitale ora scomparso.